# Sforza
Huset Sforza ((udtale [ˈsfɔrtsa])) var et dynasti i Italien under renæssancen. Familiemedlemmerne var primært baseret i Milano.
Den første Sforza i historien var Muzio Attendolo Sforza fra Romagna, som succesfuldt kæmpede som Condottiere i mange af de Italienske krige i det 15. århundrede.
Sforzaernes regeringsperiode begyndte efter at Muzios søn, Francesco I Sforza, overtog Hertugdømmet Milano fra Visconti-familien omkring 1450. Francesco havde giftet sig med det sidste familiemedlem fra Visconti familien Filippo Maria Viscontis datter Bianca Maria, arvingen til hertugdømmet, og arvede derfor hertugdømmet efter Filippos død i 1450.
Ved starten af det 16. århundrede var der uro blandt bystaterne i Norditalien. Kongeriget Frankrig så dette som en mulighed for at erobre nyt territorie.
Under den Italienske Krig 1499-1503 angreb Ludvig 12. af Frankrig Milano og tog midlertidigt magten fra Sforza-familien fra 1499-1512 hvor soldater fra Det tysk-romerske Rige gentog byen og gav den tilbage til familien (Maximilian Sforza). Kongeriget Frankrig gentog dog byen og afsatte Maximillian inden hans bror Francesco II Sforza blev indsat i 1521 af Karl 5., da franskmændene blev fordrevet af Det tysk-romerske rige.
Familiens herredømme sluttede da Francesco II, som var gift med Christine af Danmark datter af Christian 2., døde uden børn i 1535.
Francesco IIs død medførte starten på Den Italienske krig af 1536-1538 hvor Frans 1. af Frankrig forsøgte at udnytte den ustabile situation i Milano til igen at sikre herredømme over Norditalien for Kongeriget Frankrig. Hertugdømmet endte ved Karl 5. da Norditalien var en del af det tysk-romerske rige og lov dikterede at Hertugdømmer uden direkte arvinger går til den Tysk-romerske kejser. Efter Karl 5. død i 1558 blev Hertugdømmet Milano derfor nedarved til hans søn Filip 2. af Spanien hvilket medførte at Kongeriget Spanien regerede Milano herefter.
Sforza-dynastiet genvandt aldrig herredømmet over Hertugdømmet Milano på trods af forsøg fra Francesco IIs uægte halvbror Giovanni Paolo I Sforza som var Condottiere.
Sforza familien var kendt for dens lange familiefejde med Huset Medici som regererede i Firenze sideløbende med Sforza-familiens regeringsperiode i Milano.
Selvom hovedfamilien er uddød i dag lever den adelige familie Castellini Baldissera stadig i det 21. århundrede baseret i Milano-området og nedstammer fra Sforza-familien.

## Hertuger af Milano fra Sforza-dynastiet
- Francesco I, 1450-1466
- Galeazzo Maria, 1466-1476
- Gian Galeazzo, 1476-1494
- Ludovico, 1494-1499
- Maximillian, 1513-1515
- Francesco II, 1521-1535